# Gérard Rauzy
Gérard Rauzy (* 29. Mai 1938 in Paris; † 4. Mai 2010 in Marseille) war ein französischer Mathematiker, der sich mit Zahlentheorie befasste. Er war Hochschullehrer an der Universität Aix-Marseille II.
Rauzy ging in Marseille auf das Lycée Thiers und studierte ab 1957 an der Ecole Normale Superieure. 1960 erwarb er die Agrégation in Mathematik, erwarb sein Diplom bei Raphaël Salem und Charles Pisot und nahm an dem Pariser Zahlentheorie-Seminar von Pisot, Hubert Delange und Georges Poitou teil. 1965 wurde er bei Pisot mit der Schrift Approximation diophantienne des nombres algébriques promoviert. 1965 bis 1967 war er Maitre de conferences in Lille und ab 1967 Professor an der Universität Marseille (ab 1971 an der neu gegründeten Universität Aix-Marseille II). Er war dort Mitgründer des Centre International de Rencontres Mathématiques (1981) und 1992 einer Forschungsgruppe des CNRS für Diskrete Mathematik (ab 1995 das Institut de Mathématiques de Luminy), deren erster Direktor er war.
Er befasste sich unter anderem mit Gleichverteilung von Zahlen mod 1, ergodentheoretische Fragen der Zahlentheorie und führte nach ihm benannte Fraktale ein.
Rauzy-Fraktale entstehen in der Tribonacci-Substitution (Ersetzen der Ziffer 1 durch 12, der Ziffer 2 durch 13 und der Ziffer 3 durch 1). Die Ziffern 1, 2, 3 entsprechen in der Konstruktion des Fraktals dem Voranschreiten in einer der drei Koordinatenachsenrichtungen und am Ende wird die Tribonacci-Folge auf eine geeignete Koordinatenebene projiziert. Statt der Tribonacci-Substition können auch andere Substitutionsregeln benutzt werden.

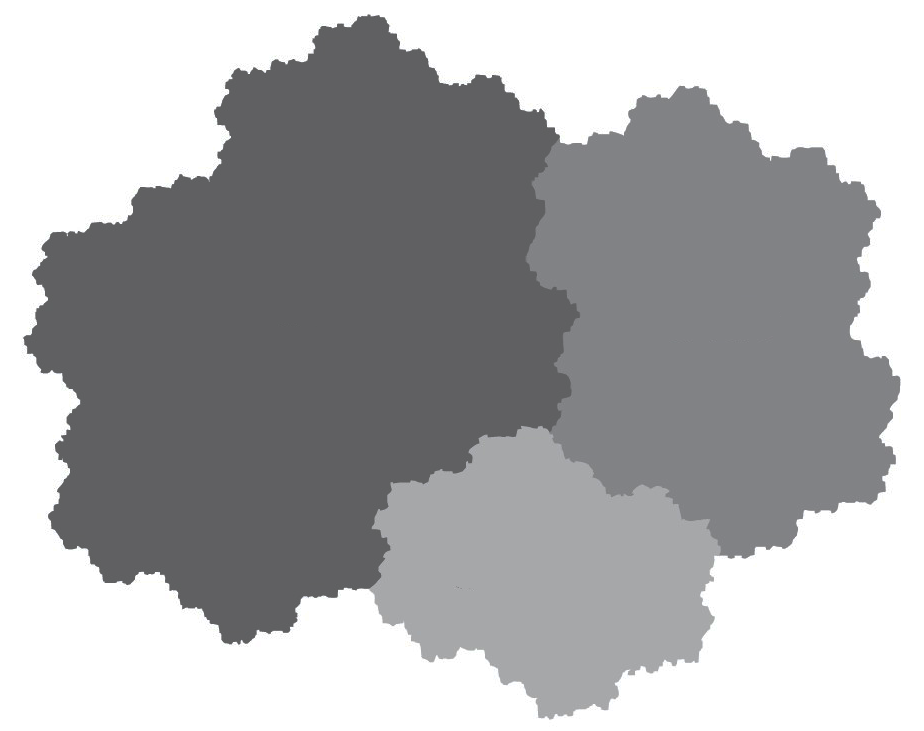
Rauzy Fraktal